# Cloud megye
Cloud megye az Amerikai Egyesült Államokban, azon belül Kansas államban található. Megyeszékhelye és legnagyobb városa Concordia. Lakosainak száma 9032 fő (2020. április 1.). Cloud megye Republic, Ottawa, Washington, Mitchell, Clay és Jewell megyékkel határos.

## Népesség
A megye népességének változása:
| Lakosok száma | 9519 | 9376 | 9361 | 9292 | 9219 | 9032 |
|               | 2010 | 2011 | 2012 | 2013 | 2015 | 2020 |